# Trviž
Trviž (en italien : Terviso ou Villa Treviso) est une localité de Croatie située en Istrie, dans la municipalité de Pazin, dans le comitat d'Istrie. En 2001, la localité comptait 425 habitants.

## Démographie
| 1948 | 1953 | 1961 | 1971 | 1981 | 1991 | 2001 |
| ---- | ---- | ---- | ---- | ---- | ---- | ---- |
| 391  | 426  | 420  | 385  | 384  | 430  | 425  |